# L-3 (sous-marin)
Le L-3 était un sous-marin mouilleur de mines de classe Leninets en service dans la Marine soviétique. Sa quille est posée par la société Baltiyskiy Zavod à Leningrad le 6 septembre 1929. Il est lancé le 8 juillet 1931 et mis en service le 5 novembre 1933 dans la flotte de la Baltique. Le sous-marin est surtout connu pour le naufrage d'un cargo allemand, le Goya lors de l'opération Hannibal en 1945.

## Historique
Le 27 juin 1941, le L-3 pose un champ de mines au large de Memel. Le 19 juillet, il pose un champ de mines au large de Bresterort. Entre octobre et novembre, trois navires marchands sont coulés par les mines posées le 27 juin. Le 22 novembre, le tanker suédois Uno saute sur une mine peut-être posée par le L-3.
Le 18 août 1942, il  torpille et coule le navire marchand suédois C.F. Liljevalch à l'ouest de Gotland. Le 25 août, le L-3 pose un champ de mines. Le même jour, le navire marchand allemand Franz Bohmke coule sous l'effet de ces mines. Le 26 août, il pose des mines et lance également quatre torpilles contre deux navires marchands à la position 55° 13′ N, 14° 01′ E. Les torpilles manquent leurs cibles.
Le 1er septembre 1942 à 17 h 12, il lance deux torpilles qui manquent leur cible sur «ce qui est identifié comme» un destroyer, dans la Baltique à environ 50 milles marins au sud-est de Karlskrona, en Suède. Vingt minutes plus tard, il attaque sans succès deux navires marchands.
En novembre 1942, il pose des champs de mines au large de Libau et dans le détroit d'Irbe. Quatre navires coulent sous l'effet de ces mines.
En 1943, l'U-416 et deux navires sont coulés sous l'effet des mines posées par le L-3.
Le 11 octobre 1944, le L-3 pose un champ de mines près du cap Arkona. Le 15 octobre à 0 h 50, il tire trois torpilles sans succès sur un navire marchand de 3 000 tonneaux, à 10 milles nautiques au sud-ouest de Smygehuk, en Suède. Le 25 octobre à 7 h 38, il manque un navire marchand à six milles marins au nord-ouest de Klaipeda, en Lituanie. Le lendemain à 10 h du matin, il manque un patrouilleur à 6 milles marins au nord-ouest de Polangen, en Lituanie.
Le 14 novembre 1944, le voilier allemand Albert Leo Schlageter est endommagé lorsqu'il touche une mine posée le L-3 le 11 octobre, au nord-est du cap Arkona. Le 20 novembre, le torpilleur allemand T 34 touche une mine et coule à la position 54° 40′ N, 13° 29′ E, au nord-est du cap Arkona.
Le 26 janvier 1945, il pose un champ de mines au large de Ventspils, en Lettonie. Trois jours plus tard, un navire marchand allemand coule sous l'effet de ces mines. Le 31 janvier, il tire à trois reprises dans la journée (6 h 28, 21 h 47 et 22 h 12) des torpilles manquant leur cible sur des navires marchands.
Le 2 février, le submersible pose un champ de mines au large de Libau. Deux jours plus tard à 12 h 11, il tire trois torpilles contre le torpilleur allemand T-36 au nord-est de Brésist, le manquant. Le 7 février, le brise-glace allemand Pollux est miné et gravement endommagé à sept milles nautiques au sud-ouest de Pillau.
Le 23 mars 1945, il pose un champ de mines. Le même jour, le mouilleur de mines allemand M 3138 coule après avoir touché l'une de ces mines. Une semaine après, le Jersbek coule au large de Pillau.
Le 16 avril 1945, le L-3 torpille et coule le cargo Goya qui participait à l'opération Hannibal. On estime qu'entre 6 000 à 7 000 le nombre de passagers qui périrent et seuls 165 (334 selon une autre source) survécurent dans les eaux glacées de la mer Baltique. Il était composé de réfugiés de Hel fuyant vers l'ouest.
Après son démantèlement à la fin de la guerre, une partie de celui-ci est exposé comme monument à Liepāja et relocalisé à Moscou en 1995. Aujourd'hui, le kiosque du L-3 est exposé à Moscou au musée du parc de la Victoire.
| Date             | Navire           | Nationalité                  | Tonnage  | Type & notes                            |
| ---------------- | ---------------- | ---------------------------- | -------- | --------------------------------------- |
| 1er octobre 1941 | Kaija            | Drapeau de la Lettonie       | 1 876    | Cargo (mine)                            |
| 19 novembre 1941 | Henny            | Drapeau de l'Allemagne nazie | 764      | Cargo (mine)                            |
| 22 novembre 1941 | Uno              | Drapeau de la Suède          | 430      | Tanker (mine - supposé)                 |
| 26 novembre 1941 | Engerau          | Drapeau de l'Allemagne nazie | 1 142    | Cargo (mine)                            |
| 18 août 1942     | C.F. Liljevalch  | Drapeau de la Suède          | 5 492    | Cargo (torpilles)                       |
| 25 août 1942     | Franz Bohmke     | Drapeau de l'Allemagne nazie | 210      | Cargo (mine)                            |
| 17 novembre 1942 | Hindenburg       | Drapeau de l'Allemagne nazie | 7 880    | Cargo (mine)                            |
| 9 décembre 1942  | Edith Bosselmann | Drapeau de l'Allemagne nazie | 952      | Cargo (mine)                            |
| 5 février 1943   | Tristan          | Drapeau de l'Allemagne nazie | ?        | Cargo (mine - supposé)                  |
| 5 février 1943   | Grundsee         | Drapeau de l'Allemagne nazie | 866      | Cargo (mine - supposé)                  |
| 30 mars 1943     | U-416            | Drapeau de l'Allemagne nazie | 769      | Sous-marin (mine - plus tard renfloué)  |
| 20 novembre 1944 | T-34             | Drapeau de l'Allemagne nazie | 1 294    | torpilleur (mine)                       |
| 29 janvier 1945  | Henry Lutgens    | Drapeau de l'Allemagne nazie | 1 141    | Marchand (mine)                         |
| 23 mars 1945     | M-3138           | Drapeau de l'Allemagne nazie | 112      | Mouilleur de mines (mine)               |
| 30 mars 1945     | Jersbek          | Drapeau de l'Allemagne nazie | 2 804    | Marchand (mine - supposé)               |
| 16 avril 1945    | Goya             | Drapeau de l'Allemagne nazie | 5 230    | Cargo / navire de transport (torpilles) |
| Total:           | Total:           | Total:                       | ~ 30 965 |                                         |

Également endommagés par des mines:
- Voilier allemand Albert Leo Schlageter de 1 634 tonneaux

- Brise-glace allemand Pollux de 4 191 tonneaux